# Vitamin B12

Vitamin B12 ali kobalamin je v vodi topen vitamin. Vitamin B12 predstavlja družino kemijskih substanc, ki se v organizmu pretvorijo v aktivno obliko – kobalamin. To so cianokobalamin, hidroksokobalamin, metilkobalamin in adenozilkobalamin.
Esencialen je za sintezo purina in timidina, rast krvnih celic, delovanje ščitnice, sintezo mielina ter normalno delovanje možganov in živčevja (vzdržuje integriteto živčne membrane). Zaradi velikosti in zapletenosti strukture se industrijsko pridobiva le z bakterijsko fermentacijo.

## Priporočene vrednosti vnosa
| Skupina                         | µg/dan |
| ------------------------------- | ------ |
| novorojenčki (do 6 meseca)      | 0,3    |
| dojenčki od 6 mesecev do 1 leta | 0,5    |
| otroci od 1 leta do 3 let       | 0,7    |
| otroci od 4 do 6 let            | 1      |
| otroci od 7 do 10 let           | 1,4    |
| mladostniki od 11 let naprej    | 2      |
| odrasli                         | 2      |
| nosečnice                       | 2,2    |
| doječe matere (prvih 6 mesecev) | 2,6    |

## Absorpcija
Za absorpcijo je zelo pomembna želodčna kislina in intrinzični faktor (IF), zato pri hipoklorhidriji (npr. kot posledici zdravljenja želodčne razjede z inhibitorji protonske črpalke) lahko pride do malabsorpcije vitamina B12. Podobno se zgodi pri gastritični atrofiji.
Težave z absorpcijo in s tem tudi pomanjkanje vitamina B12 naraščajo s starostjo.

## Vitamin B12kot prehransko dopolnilo
Nekatere raziskave so potrdile izboljšanje nekaterih bolezenskih stanj, kot so perniciozna anemija, ateroskleroza, povečan holesterol, osteoporoza, HIV, hepatitis, astma, diabetes, neplodnost pri moških.
Deluje tudi kot protektiv pri raku na dojkah.

## Pomanjkanje
Zdrav človek, ki uživa uravnoteženo prehrano, ne bi smel imeti težav s pomanjkanjem tega vitamina. Drugače pa je pri veganih, ki s hrano ne dobijo zadostne količine vitamina B12.
Če ga primanjkuje, začne primanjkovati tudi folata, saj se s tem spremeni njegov metabolizem in se zmanjša njegova regeneracija v telesu. Posledično zaradi pomanjkanja folata se poviša plazemska koncentracija homocisteina, kar poveča verjetnost za koronarno arterijsko bolezen in zaplete v nosečnosti.
Nekateri avtorji opozarjajo na morebitno povezavo pomanjkanja vitamina B12 in razvojem nevropsihičnih bolezni. 
Simptomi pomanjkanja se pri človeku, ki postane vegan, pokažejo šele po 20 letih. Če pa ima človek težave z absorpcijo (reabsorpcijo) vitamina B12, pa se simptomi pokažejo že po treh letih. 

### Laboratorijska diagnostika
Ker za pomanjkanje vitamina B12 ni zlatega standarda, se za potrditev domnevne diagnoze opravi več različnih laboratorijskih testov.
Serumska vrednost vitamina B12 je precej neprimerna, ker se pozno spreminja, poleg tega pa je razmeroma neobčutljiva in nespecifična.
Metilmalonska kislina v urinu ali krvni plazmi velja za funkcionalni označevalec vitamina B12, ki se poveča, kadar so zaloge vitamina B12 izčrpane. Vendar lahko povišana raven metilmalonske kisline kaže tudi na pogosto spregledano presnovno motnjo, kombinirano malonsko in metilmalonsko acidurijo (CMAMMA).
Najzgodnejši označevalec pomanjkanja vitamina B12 je nizka raven holotranskobalamina (holoTC), ki je kompleks vitamina B12 in njegove transportne beljakovine.

## Farmacevtska uporaba
Najbolj pogosta oblika v farmacevtskih oblikah je cianokobalamin, ker cianid stabilizira molekulo kobalamina, ki bi v nasprotnem primeru v stiku s svetlobo razpadla.
Vitamin B12 se dodaja v obliki injekcij ali peroralno v dnevni količini 300 – 1000 µg.
Dodaja se: 
- po operativni/kirurški odstranitvi dela ali celotnega želodca ali črevesja za zagotovitev ustrezne koncentracije vitamina B12 v krvnem obtoku,
- za zdravljenje perniciozne anemije,
- za nadomeščanje vitamina B12 v primeru pomanjkanja zaradi nezadostnega privzema vitamina B12 iz hrane,
- pri tirotoksikozi,
- pri krvavitvah,
- pri malignih boleznih,
- pri boleznih jeter ali ledvic,
- pri gastrointestinalnih infekcijah,
- kadilcem
- striktnim vegeterijancem (vegani),
- bolnikom, ki imajo težave z absorpcijo vitamina B12 iz hrane zaradi primanjkljaja želodčnega tkiva (parietalnih celic).

### Možni neželeni učinki
Predoziranje cianokobalamina naj ne bi povzročilo resnih neželenih učinkov, razen alergijskih reakcij, kot so koprivnica, oteženo dihanje, otekanje obraza, ustnic, jezika ali žrela.